# 1140
Il 1140 (MCXL in numeri romani) è un anno bisestile del XII secolo.

## Eventi
- 10 gennaio - Viene fondata la città di Portogruaro.
- 3 giugno - Bernardo di Chiaravalle attacca le dottrine di Pietro Abelardo nella cattedrale di Sens.
- luglio - Ruggero II d'Altavilla (detto Il Normanno) convoca le Assise di Ariano, il primo parlamento del regno di Sicilia. Nello stesso anno il sovrano istituisce la Magna Curia e si impossessa del ducato di Gaeta.

## Nati
- Alan fitz Walter, cavaliere medievale scozzese († 1204)
- Radulfus Ardens, teologo francese († 1200)
- Daniele di Morley, filosofo e astronomo britannico († 1210)
- Enrico FitzGerold, nobile e cavaliere medievale britannico († 1174)
- Guillelmus de Montibus, teologo inglese († 1213)
- Liang Kai, pittore cinese († 1210)
- Luca Campano, arcivescovo cattolico e abate italiano († 1227)
- Manfredo II di Saluzzo, marchese italiano († 1215)
- Giambuono de' Medici († 1192)
- Stefano di Perche, arcivescovo cattolico francese († 1169)
- Raimondo III di Tripoli, generale francese († 1187)
- Raimondo Berengario II di Provenza, conte († 1166)
- Simone II di Lorena, duca francese († 1206)
- Valdo di Lione, teologo francese
- Volchero di Erla, patriarca cattolico tedesco († 1218)
- William de Beaumont, III conte di Warwick, nobile († 1184)
- Agalbursa de Cervera, nobile spagnola
- Beatrice de Dia, trobairitz francese
- Azalaïs de Porcairagues, trobairitz francese († 1177)

## Morti
- 12 gennaio - Ludovico I di Turingia, nobile tedesco
- 6 febbraio - Thurstan, vescovo cattolico francese
- 13 febbraio - Guglielmo di Weimar-Orlamünde, nobile tedesco (n. 1112)
- 14 febbraio - Leone I d'Armenia, principe
- 14 febbraio - Sobeslao I di Boemia, sovrano boemo
- 9 aprile - Gaucherio di Aureil, religioso francese
- 20 maggio - Guido della Gherardesca, religioso e santo italiano (n. 1060)
- 29 giugno - Pietro I di Tarantasia, abate e arcivescovo cattolico francese
- 16 settembre - Vulgrin II d'Angoulême, conte
- 16 novembre - Simeone, abate italiano
- Amaury IV di Montfort, nobile e militare francese
- Toba Sōjō, artista giapponese (n. 1053)
- Alberto Malaspina, generale italiano
- Riccardo III di Gaeta, duca normanno

## Calendario
| Calendario 1140 | Calendario 1140 | Calendario 1140 | Calendario 1140 | Calendario 1140 | Calendario 1140 | Calendario 1140 | Calendario 1140 | Calendario 1140 | Calendario 1140 | Calendario 1140 | Calendario 1140 | Calendario 1140 | Calendario 1140 | Calendario 1140 | Calendario 1140 | Calendario 1140 | Calendario 1140 | Calendario 1140 | Calendario 1140 | Calendario 1140 | Calendario 1140 | Calendario 1140 | Calendario 1140 | Calendario 1140 | Calendario 1140 | Calendario 1140 | Calendario 1140 | Calendario 1140 | Calendario 1140 | Calendario 1140 | Calendario 1140 | Calendario 1140 |
| --------------- | --------------- | --------------- | --------------- | --------------- | --------------- | --------------- | --------------- | --------------- | --------------- | --------------- | --------------- | --------------- | --------------- | --------------- | --------------- | --------------- | --------------- | --------------- | --------------- | --------------- | --------------- | --------------- | --------------- | --------------- | --------------- | --------------- | --------------- | --------------- | --------------- | --------------- | --------------- | --------------- |
|                 | 1               | 2               | 3               | 4               | 5               | 6               | 7               | 8               | 9               | 10              | 11              | 12              | 13              | 14              | 15              | 16              | 17              | 18              | 19              | 20              | 21              | 22              | 23              | 24              | 25              | 26              | 27              | 28              | 29              | 30              | 31              |                 |
| Gennaio         | Lu              | Ma              | Me              | Gi              | Ve              | Sa              | Do              | Lu              | Ma              | Me              | Gi              | Ve              | Sa              | Do              | Lu              | Ma              | Me              | Gi              | Ve              | Sa              | Do              | Lu              | Ma              | Me              | Gi              | Ve              | Sa              | Do              | Lu              | Ma              | Me              |                 |
| Febbraio        | Gi              | Ve              | Sa              | Do              | Lu              | Ma              | Me              | Gi              | Ve              | Sa              | Do              | Lu              | Ma              | Me              | Gi              | Ve              | Sa              | Do              | Lu              | Ma              | Me              | Gi              | Ve              | Sa              | Do              | Lu              | Ma              | Me              | Gi              |                 |                 |                 |
| Marzo           | Ve              | Sa              | Do              | Lu              | Ma              | Me              | Gi              | Ve              | Sa              | Do              | Lu              | Ma              | Me              | Gi              | Ve              | Sa              | Do              | Lu              | Ma              | Me              | Gi              | Ve              | Sa              | Do              | Lu              | Ma              | Me              | Gi              | Ve              | Sa              | Do              |                 |
| Aprile          | Lu              | Ma              | Me              | Gi              | Ve              | Sa              | Do              | Lu              | Ma              | Me              | Gi              | Ve              | Sa              | Do              | Lu              | Ma              | Me              | Gi              | Ve              | Sa              | Do              | Lu              | Ma              | Me              | Gi              | Ve              | Sa              | Do              | Lu              | Ma              |                 |                 |
| Maggio          | Me              | Gi              | Ve              | Sa              | Do              | Lu              | Ma              | Me              | Gi              | Ve              | Sa              | Do              | Lu              | Ma              | Me              | Gi              | Ve              | Sa              | Do              | Lu              | Ma              | Me              | Gi              | Ve              | Sa              | Do              | Lu              | Ma              | Me              | Gi              | Ve              |                 |
| Giugno          | Sa              | Do              | Lu              | Ma              | Me              | Gi              | Ve              | Sa              | Do              | Lu              | Ma              | Me              | Gi              | Ve              | Sa              | Do              | Lu              | Ma              | Me              | Gi              | Ve              | Sa              | Do              | Lu              | Ma              | Me              | Gi              | Ve              | Sa              | Do              |                 |                 |
| Luglio          | Lu              | Ma              | Me              | Gi              | Ve              | Sa              | Do              | Lu              | Ma              | Me              | Gi              | Ve              | Sa              | Do              | Lu              | Ma              | Me              | Gi              | Ve              | Sa              | Do              | Lu              | Ma              | Me              | Gi              | Ve              | Sa              | Do              | Lu              | Ma              | Me              |                 |
| Agosto          | Gi              | Ve              | Sa              | Do              | Lu              | Ma              | Me              | Gi              | Ve              | Sa              | Do              | Lu              | Ma              | Me              | Gi              | Ve              | Sa              | Do              | Lu              | Ma              | Me              | Gi              | Ve              | Sa              | Do              | Lu              | Ma              | Me              | Gi              | Ve              | Sa              |                 |
| Settembre       | Do              | Lu              | Ma              | Me              | Gi              | Ve              | Sa              | Do              | Lu              | Ma              | Me              | Gi              | Ve              | Sa              | Do              | Lu              | Ma              | Me              | Gi              | Ve              | Sa              | Do              | Lu              | Ma              | Me              | Gi              | Ve              | Sa              | Do              | Lu              |                 |                 |
| Ottobre         | Ma              | Me              | Gi              | Ve              | Sa              | Do              | Lu              | Ma              | Me              | Gi              | Ve              | Sa              | Do              | Lu              | Ma              | Me              | Gi              | Ve              | Sa              | Do              | Lu              | Ma              | Me              | Gi              | Ve              | Sa              | Do              | Lu              | Ma              | Me              | Gi              |                 |
| Novembre        | Ve              | Sa              | Do              | Lu              | Ma              | Me              | Gi              | Ve              | Sa              | Do              | Lu              | Ma              | Me              | Gi              | Ve              | Sa              | Do              | Lu              | Ma              | Me              | Gi              | Ve              | Sa              | Do              | Lu              | Ma              | Me              | Gi              | Ve              | Sa              |                 |                 |
| Dicembre        | Do              | Lu              | Ma              | Me              | Gi              | Ve              | Sa              | Do              | Lu              | Ma              | Me              | Gi              | Ve              | Sa              | Do              | Lu              | Ma              | Me              | Gi              | Ve              | Sa              | Do              | Lu              | Ma              | Me              | Gi              | Ve              | Sa              | Do              | Lu              | Ma              |                 |